# Vườn quốc gia Núi lửa Rwanda
Vườn quốc gia Núi lửa Rwanda (tiếng Pháp: Parc National des Volcans) nằm ở Tây bắc đất nước Rwanda, gần với Vườn quốc gia Virunga (Cộng hòa Dân chủ Congo) và Vườn quốc gia Gorilla Mgahinga (Uganda). Vườn quốc gia này được biết đến như là một ngôi nhà của loài khỉ đột núi (mountain gorilla). Địa hình ở đây bao gồm 5 trong tổng số 8 ngọn núi lửa của dãy núi Virunga là: Karisimbi, Bisoke Muhabura, Gahinga và Sabyinyo (3 ngọn núi lửa còn lại thuộc Vườn quốc gia Gorilla Mgahinga)
Thực vật chủ yếu trong vườn quốc gia này là rừng rậm nhiệt đới và rừng tre.

## Lịch sử
Vườn quốc gia này được thành lập vào năm 1925, với diện tích ban đầu bao quanh các ngọn núi lửa Karisimbi, Visoke và Mikeno, nhằm mục đích để bảo vệ loài khỉ đột trước những kẻ săn bắt chúng. Đây là vườn quốc gia đầu tiên được thành lập ở châu Phi. Năm 1929, vườn quốc gia này được mở rộng hơn vào Rwanda vào Congo (lúc đó là thuộc địa của Bỉ), tới tận Vườn quốc gia Albert tạo thành một khu vực rộng tới 8090 km ². Năm 1958, 700 ha của vườn quốc gia đã bị tách ra để lập một khu định cư.
Sau khi Congo giành được độc lập vào năm 1960, Vườn quốc gia đã được chia thành hai phần, và khi Rwanda độc lập vào năm 1962, chính phủ mới đồng ý để duy trì nơi đây như là một khu bảo tồn, một địa danh du lịch. Trong các năm 1969 diện tích vườn quốc gia này giảm đi một nửa và đến năm 1973, 1050 ha của khu vực đã bị giải tỏa để trồng cây kim cúc.

## Thực vật
Thảm thực vật khác nhau, phân bố theo độ cao bao gồm rừng ở vùng núi thấp. Giữa 2400 và 2500 m, có thực vật hạt kín Neoboutonia. Từ 2500 đến 3200 m bao gồm những khu rừng tre chiếm khoảng 30% khu vực. Từ 2600 đến 3600 m, là các sườn núi ẩm ướt ở phía Nam và phía Tây, là các loài thực vật có hoa bao gồm Hagenia, Hypericum chiếm khoảng 30% diện tích vườn quốc gia. Thảm thực vật từ 3500 đến 4200 m được đặc trưng bởi cây lobelia wollastonii, L. lanurensis và Senecio erici-rosenii với 25% diện tích. Từ 4300 đến 4500 m là các đồng cỏ thảo nguyên. Các thảm thực vật khác bao gồm bụi cây, đồng cỏ thấp, đầm lầy, hồ nhỏ cũng có nhưng chiếm tỉ lệ tương đối nhỏ.

## Động vật
Vườn quốc gia được biết đến với nhiều nhất loài khỉ đột núi (Gorilla Mountain). Động vật có vú khác bao gồm: khỉ vàng (Cercopithecus mitis kandti), linh dương Duiker mặt đen (Cephalophus niger), trâu (Syncerus caffer).... Ngoài ra còn có báo cáo là có một số ít voi rừng trong khu vực, mặc dù là rất hiếm. Cùng với đó là 178 loài chim, với ít nhất 13 loài và 16 phân loài đặc hữu của Virunga và vùng núi Ruwenzori.